# Santo Spirito (eiland)
Santo Spirito is een eilandje in de lagune van Venetië, gelegen tussen Poveglia en San Clemente. De oppervlakte bedraagt 2,53 hectare.
De oudste informatie over Santo Spirito dateert uit 1140, toen de reguliere kanunniken daar hun hoofdzetel hadden. In 1379-1380, tijdens de Oorlog van Chioggia tussen Genua en Venetië, werden de monniken van het eiland verdreven. Het eiland werd vervolgens toegewezen aan de cisterciënzers van wie het Brondoloklooster door de terugtrekkende Genuese troepen was verwoest. 
In 1430 werden de cisterciënzers afgelost door de Eremitani, de augustijnse bedelorde die daarvoor zijn hoofdzetel had in het Lazzaretto Vecchio. Zij lieten rond 1540 de kerk Santo Spirito in Isola herbouwen naar ontwerp van Jacopo Sansovino. Titiaan schilderde voor deze kerk twee altaarstukken, Tronende Sint-Marcus met heiligen en Pinksteren, en drie plafondstukken. Nadat de orde in 1656 door paus Alexander VII was opgeheven, werden de kunstwerken overgebracht naar de Santa Maria della Salute die op dat moment in aanbouw was, en vervangen door kopieën. 
Toen Venetië in 1669 het eiland Candia (Kreta) verloor aan de Turken, keerden de daar aanwezige franciscanen terug naar Venetië en mochten ze hun intrek nemen op Santo Spirito. Ze bleven daar tot 1806, toen de troepen van Napoleon het klooster plunderden en het eiland gebruikten als militair garnizoen, waarbij de oude gebouwen werden gesloopt om plaats te maken voor kazernes en pakhuizen. In de Tweede Wereldoorlog fungeerde het eiland als kruitmagazijn. Sinds 1965 is het volledig verlaten.